# Smyra recurvicornis
Smyra recurvicornis là một loài bướm đêm trong họ Erebidae.